# Simen Agdestein
Simen Agdestein (Asker, 15 de maig de 1967) és un jugador d'escacs i exfutbolista noruec. També és escriptor i entrenador d'escacs.
Agdestein és Gran Mestre d'escacs i set vegades campió noruec. Ha estat entrenador del campió del món Magnus Carlsen (el seu germà Espen Agdestein és l'actual representant de Carlsen). És autor i coautor de diversos llibres sobre escacs, incloent una biografia de Carlsen.
Agdestein treballa a l'acadèmia d'esports Norges Toppidrettsgymnas, on és professor d'escacs i de futbol. Com a futbolista professional Agdestein va arribar a jugar amb la selecció de Noruega en el lloc de davanter.
A la llista d'Elo de la FIDE del febrer de 2022, hi tenia un Elo de 2557 punts, cosa que en feia el jugador número 5 (en actiu) de Noruega. El seu màxim Elo va ser de 2637 punts, a la llista de juliol de 2014 (posició 140 al rànquing mundial).
Amb blanques mostra una preferència per les obertures de peó de dama, mentre que amb les negres prefereix l'obertura Ruy López, la defensa holandesa i les obertures semiobertes.

## Resultats destacats en competició
Agdestein va esdevenir campió de Noruega a l'edat de 15 anys, en Mestre Internacional als 16 i en Gran Mestre als 18.
A nivell local, el seu domini regular dels campionats d'escacs noruecs i nòrdics durant la dècada de 1980 va demostrar amb escreix que hi havia pocs jugadors que podien resistir el seu estil emprenedor i creatiu. Guanyà tres cops el Campionat Nòrdic en els anys 1985, 1989 i 1992.
En la competició internacional, va acabar segon en el Campionat del món juvenil de 1986 darrere de Walter Arencibia, però per davant de Ievgueni Baréiev, Viswanathan Anand i Jeroen Piket. Poc després, la seva puntuació Elo va superar els 2600.
A la fi de la dècada de 1980, Adgestein combinava els escacs d'alt nivell amb el futbol a temps complet, representant al seu país en ambdues disciplines. A principis de la dècada de 1990, una lesió de genoll va truncar les seves activitats futbolístiques. El 1999, Adgestein va tornar a la senda del triomf guanyant el torneig de Cappele-la-Grande. El 2003 va triomfar en el torneig de l'Illa de Man. Adgestein va assolir dues victòries en torneigs el 2013, quan va guanyar l'Obert de Sant Martí, a Barcelona, amb 8½ punts en 9 rondes, amb una performance de 2901, i el Memorial Håvard Vederhus a Oslo amb 7 punts de 9.
El 2013 fou nominat per l'organització a participar en la Copa del Món de 2013 però fou eliminat a la primera ronda per Étienne Bacrot.
El juliol de 2014, després de la seva sensacional actuació en el magistral de Noruega, Agdestein va arribar a 2637 d'Elo superant el seu Elo màxim de 2630 que havia aconseguit el gener de 1993. El 2018 assolí un gran èxit en coronar-se campió d'Europa sènior en la categoria de més de 50 anys, a Drammen.

### Participació en olimpíades d'escacs
Agdestein ha participat, representant Noruega, en nou Olimpíades d'escacs entre els anys 1982 i 2014 (cinc cops com a 1r tauler), amb un resultat de (+34 =33 –18), per un 59,4% de la puntuació. El seu millor resultat el va fer a les Olimpíada del 1982 en puntuar 9 de 12 (+8 =2 -2), amb el 75,0% de la puntuació, amb una performance de 2520, i que li significà aconseguir la medalla d'or individual del quart tauler.